# Фюрстенау (Граубюнден)
Фюрстенау (нім. Fürstenau GR) — місто  в Швейцарії в кантоні Граубюнден, регіон Віамала.

## Географія
Місто розташоване на відстані близько 155 км на схід від Берна, 16 км на південь від Кура.
Фюрстенау має площу 1,3 км², з яких на 10,8% дозволяється будівництво (житлове та будівництво доріг), 50% використовуються в сільськогосподарських цілях, 33,1% зайнято лісами, 6,2% не є продуктивними (річки, льодовики або гори).

## Демографія
2019 року в місті мешкало 357 осіб (+2% порівняно з 2010 роком), іноземців було 10,9%. Густота населення становила 270 осіб/км².
За віковим діапазоном населення розподілялося таким чином: 20,7% — особи молодші 20 років, 55,7% — особи у віці 20—64 років, 23,5% — особи у віці 65 років та старші. Було 159 помешкань (у середньому 2,2 особи в помешканні).